# 诺加尔德拉斯韦尔塔斯
诺加尔德拉斯韦尔塔斯，是西班牙卡斯蒂利亚-莱昂帕伦西亚省的一个市镇。 总面积14平方公里，总人口65人（2001年），人口密度5人/平方公里。